# Sapphirina lactens
Sapphirina lactens är en kräftdjursart som beskrevs av Giesbrecht 1892. Sapphirina lactens ingår i släktet Sapphirina och familjen Sapphirinidae. Inga underarter finns listade i Catalogue of Life.